# Eduard von Keyserling
Eduard Graf von Keyserling (15 de mayo de 1855 - 28 de septiembre de 1918) fue un novelista y dramaturgo báltico alemán, uno de los exponentes del impresionismo literario. 

## Biografía
Keyserling nació en Schloss Tels-Paddern, Curlandia, dentro del Imperio Ruso, actual Kalvenes pagasts, distrito de Liepaja, en Letonia. Pertenecía a una antigua familia de nobles báltico alemanes y uno de sus primos era el filósofo  Hermann Keyserling. Estudió primero en una escuela local y luego sus estudios superiores en la Universidad de Viena. 
Las primeras novelas de Keyserling, Fräulein Rosa Herz. Eine Kleinstadtliebe (1887) y Die dritte Stiege (1892), se vieron influidas por las corrientes naturalistas. Sus ensayos en general y otros documentos culturales, como sus obras de teatro, se encuentran olvidados. Su estilo de narración, sus novelas y sus novelas cortas, después de 1902, lo catalogaron como vanguardista del impresionismo literario alemán. 
El estilo narrativo de Keyserling, sutil y elegante, se destaca por su ambientación evocativa y su "sentimiento". Su obra más emblemática es, quizás, Princesas, relacionada sólo superficialmente con los típicos Schlossroman alemanes durante el siglo XIX. 
En 1895 se estableció en Baviera, donde permanecería hasta su muerte. Durante la última parte de su vida enfermó de sífilis, por lo que debió pasar varios períodos de inmovilidad y finalmente quedó ciego. Falleció en Múnich en 1918.

## Obras en español
- Princesas (Nocturna, 2010) ISBN 978-84-937396-6-9
- Un ardiente verano (Nocturna, 2010) ISBN 978-84-937396-8-3
- Otoño en Berlín. Beate y Mareile (Nocturna, 2011) ISBN 978-84-938013-5-9
- Los niños de los bellos días (Nocturna, 2011) ISBN 978-84-938013-9-7
- Dumala (Nocturna, 2012) ISBN 978-84-939200-9-8
- En un rincón tranquilo (Nocturna, 2013) ISBN 978-84-939750-1-2
- Olas (Minúscula, 2004) ISBN 84-95587-19-X
- Armonía. Nicky (Navona, 2011) ISBN 978-84-92840-25-0